# Ceromella
Ceromella es un género de solífugos de la familia de los Ceromidae.

## Distribución
Las especies de este género se encuentran en el África austral.

## Lista de las especies
Según solpugid.com
- Ceromella focki (Kraepelin, 1914)
- Ceromella hepburni (Hewitt, 1923)
- Ceromella pallida Roewer, 1933

## Publicación original
- Roewer, 1933 : Solifugae, Palpigradi. Klassen und Ordnungen des Tierreichs, 5 Arthropoda IV Arachnoidea, vol. 5, p. 161-480.